# Hibbert Lectures
De Hibbert Lectures zijn een jaarlijkse reeks van niet-sektarische lezingen over theologische kwesties. Ze worden gesponsord door de Hibbert Trust, die werd opgericht in 1847 door de Unitariër Robert Hibbert met als doel "de vrijheid van persoonlijk oordeel op het gebied van religie" te waarborgen. In de afgelopen jaren werden de lezingen uitgezonden door de BBC.

## Lezingen (onvolledige lijst)

### 1878-1894 (eerste serie)
- 1878 Max Müller, On the Religions of India
- 1879 Peter le Page Renouf, The Religion of the Egyptians
- 1880 Ernest Renan, Lectures on the Influence of the Institutions, Thought And Culture of Rome on Christianity And the Development of the Catholic Church
- 1881 T. W. Rhys Davids, Indian Buddhism
- 1882 Abraham Kuenen, National Religions and Universal Religion
- 1883 Charles Beard, The Reformation of the Sixteenth Century in its Relation to Modern Thought and Knowledge
- 1884 Albert Reville, The Native Religions of Mexico and Peru
- 1885 Otto Pfleiderer, The Influence of the Apostle Paul on the Development of Christianity
- 1886 John Rhys, Lectures on the Origin and Growth of Religion as Illustrated by Celtic heathendom
- 1887 Archibald Sayce, Lectures on the Origin and Growth of Religion as Illustrated by the Religion of the Ancient Babylonians
- 1888 Edwin Hatch, Influence of Greek Ideas and Usages Upon the Christian Church
- 1891 Eugène Goblet d'Alviella, Lectures on the Origin and Growth of the Concept of God, as Illustrated by Anthropology and History ISBN 978-0766102071
- 1892 Claude Montefiore, The Origin and Growth of Religion as Illustrated by the Religion of the Ancient Hebrews
- 1893 Charles Barnes Upton, Lectures on the Bases of Religious Belief
- 1894 James Drummond, Via, Veritas, Vita; Christianity in its Most Simple and Intelligible Form

### 1900-1949
- 1906 Franz Cumont, On Oriental Religions in Roman Paganism
- 1908 William James, A Pluralistic Universe
- 1911 Lewis Richard Farnell, The Higher Aspects of Greek Religion
- 1912 James Hope Moulton, Early Zoroastrianism
- 1913 Josiah Royce, The Problem of Christianity, deel I en deel II
- 1913 David Samuel Margoliouth, The Early Development of Mohammedanism
- 1914 Herbert Giles, Confucianism and Its Rivals
- 1916 Louis de La Vallée Poussin, The Way to Nirvána: Ancient Buddhism as a Discipline of Salvation
- 1916 Philip Wicksteed, The Reactions between Dogma & Philosophy Illustrated from the Works of S. Thomas Aquinas
- 1919 Joseph Estlin Carpenter, Theism in Medieval India
- 1920 William Ralph Inge
- 1921 James Moffatt, The Approach to the New Testament
- 1922 Lawrence Pearsall Jacks, Religious Perplexities
- 1923 Felix Adler, The Reconstruction of the Spiritual Ideal
- 1924 Lawrence Pearsall Jacks, Human consciousness towards God
- 1929 Sarvepalli Radhakrishnan, An Idealist View of Life
- 1930 Rabindranath Tagore, The Religion of Man
- 1931 George Dawes Hicks, The Philosophical Bases of Theism
- 1932 Robert Seymour Conway, Ancient Italy and Modern Religion
- 1933 Lawrence Pearsall Jacks, The Revolt Against Mechanism
- 1934 Albert Schweitzer, Religion in Modern Civilization
- 1936 William Ernest Hocking, Living Religions and a World Faith
- 1937 Gilbert Murray, Liberality and Civilisation

### 1950-1999
- 1959 Basil Willey, Darwin And Butler: Two Versions of Evolution
- 1963 James Luther Adams
- 1964 Geoffrey Nuttall, Roger Thomas, Roy Drummond Whitehorn, Harry Lismer Short, The Beginnings of Nonconformity
- 1965 Frederick Hadaway Hilliard, Christianity in Education
- 1977 Jonathon Porritt, Bringing Religion Down to Earth
- 1979 Rustum Roy, Experimenting with Truth
- 1989 Bede Griffiths, Christianity in the Light of the East

### 2000-
- 2003 James L. Cox, Religion without God: Methodological Agnosticism and the Future of Religious Studies
- 2005 Karen Armstrong, and Khalid Hameed Spirituality and Global Citizenship